# Erasure (album)
Cet article traite de l'album musical d'Erasure. Pour le groupe musical, voir l’article Erasure.
Albums de Erasure
I Say I Say I Say
(1994) Cowboy
(1997)
Singles
Erasure est le septième album studio du groupe éponyme, Erasure, paru le 24 octobre 1995 au Royaume-Uni.
Malgré son titre, cet album s'écarte grandement de la pop habituelle d'Erasure : comportant de longues sections atmosphériques au début, au milieu et/ou à la fin de chaque titre, pas -ou peu- d'interruption entre les morceaux, Erasure est le plus long album studio d'Erasure, avec une durée totale de 71 minutes.
Si les sonorités et les arrangements restent dans la lignée des albums Chorus (1991) et I Say I Say I Say (1994), c'est-à-dire à base de synthétiseurs "vintage", des ambiances planantes furent insérées dans cet album, afin de le faire ressembler à une bande originale de film. Vince Clarke a souvent déclaré qu'en réalisant cet album-concept, il voulut adopter une démarche de rock progressif similaire à celle de Pink Floyd dans les années 70, se référant aux albums The Dark Side of the Moon et Wish You Were Here. Pour l'aider à façonner les longues sections ambient, expérience alors inédite pour lui, Vince Clarke s'entoura de Thomas Fehlmann (du groupe The Orb).
D'un point de vue vocal, on relève la participation de quelques invités : la Chorale de la Communauté Gospel de Londres (dans les titres Rock Me Gently et Stay with Me), quelques contributions de la chanteuse gothique d'avant-garde Diamanda Galás (dans les titres Rock Me Gently et Angel) ainsi que de la choriste londonienne Ruby James (sur le titre Grace).
L'ensemble fut mixé par le producteur français François Kevorkian.
Les éditions européennes de l'album se présentent en coffret cartonné digipack, tandis que les éditions nord-américaines sont rangées dans un boîtier plastique standard. La pochette -une peinture à l'huile sur toile- ainsi que les illustrations internes du livret, ont été réalisées par le peintre britannique Ashley Potter ; ce qui est également le cas des pochettes des trois singles qui furent extraits de cet album.
La nature quelque peu expérimentale de cet album explique probablement son moindre impact grand public : après l'énorme succès international des précédents albums, et en dépit de critiques favorables, cet album mit fin à une série de cinq albums d'Erasure consécutivement classés numéro un au Royaume-Uni depuis 1988, avec un classement au n°14 des ventes d'albums. Malgré tout, au Royaume-Uni, les ventes de l'album Erasure dépassent encore les 60 000 exemplaires, lui octroyant finalement le statut de disque d'argent à l'occasion de sa réédition de 2022. Si les ventes restent également substantielles en Suède et en Autriche, elles plongent dans tous les autres pays où le groupe Erasure avait précédemment du succès.
Le 9 septembre 2016, dans le cadre de la célébration des 30 ans d'Erasure, l'album Erasure est réédité en double-vinyle 33 tours.
Le 18 novembre 2022, une réédition deluxe de l'album Erasure sort  sous la forme d'un coffret double-CD incluant : 
1. un premier CD répliquant l'album d'origine, en version remasterisée.
2. un deuxième CD compilant diverses versions remixées de chansons de l'album, les Faces B des trois singles sortis pour la promotion de l'album, quelques versions rares, d'autres plus courantes, quelques versions démo et sessions enregistrées à la BBC.
3. un livret d'une quinzaine de pages incluant une notice retraçant la conception de l'album

## Classement parmi les ventes de disques
| Pays             | Meilleure position |
| ---------------- | ------------------ |
| Royaume-Uni      | 14                 |
| Suède            | 26                 |
| Autriche         | 33                 |
| Canada           | 43                 |
| Union européenne | 80                 |
| États-Unis       | 82                 |
| Allemagne        | 87                 |
| Australie        | 175                |

## Ventes
- Royaume-Uni : 250 000 exemplaires vendus
- États-Unis : 122 000 exemplaires vendus

## Détail des plages

### Album original, 1995
| 1.    | Intro: Guess I'm Into Feeling        | 3:38  |
| 2.    | Rescue Me                            | 6:10  |
| 3.    | Sono Luminus                         | 7:51  |
| 4.    | Fingers & Thumbs (Cold Summer's Day) | 6:44  |
| 5.    | Rock Me Gently                       | 10:01 |
| 6.    | Grace                                | 5:54  |
| 7.    | Stay with Me                         | 6:43  |
| 8.    | Love the Way You Do So               | 6:43  |
| 9.    | Angel                                | 5:32  |
| 10.   | I Love You                           | 6:29  |
| 11.   | A Long Goodbye                       | 5:34  |
| 71:19 |                                      |       |

### Réédition deluxe, 2022
| CD 1 – Erasure (remasterisé) | CD 1 – Erasure (remasterisé)         | CD 1 – Erasure (remasterisé) | CD 1 – Erasure (remasterisé) | CD 1 – Erasure (remasterisé) | CD 1 – Erasure (remasterisé) | CD 1 – Erasure (remasterisé) | CD 1 – Erasure (remasterisé) | CD 1 – Erasure (remasterisé) | CD 1 – Erasure (remasterisé) |
| No                           | Titre                                | Durée                        |                              |                              |                              |                              |                              |                              |                              |
| ---------------------------- | ------------------------------------ | ---------------------------- | ---------------------------- | ---------------------------- | ---------------------------- | ---------------------------- | ---------------------------- | ---------------------------- | ---------------------------- |
| 1.                           | Intro: Guess I'm Into Feeling        | 3:38                         |                              |                              |                              |                              |                              |                              |                              |
| 2.                           | Rescue Me                            | 6:10                         |                              |                              |                              |                              |                              |                              |                              |
| 3.                           | Sono Luminus                         | 7:51                         |                              |                              |                              |                              |                              |                              |                              |
| 4.                           | Fingers & Thumbs (Cold Summer's Day) | 6:44                         |                              |                              |                              |                              |                              |                              |                              |
| 5.                           | Rock Me Gently                       | 10:01                        |                              |                              |                              |                              |                              |                              |                              |
| 6.                           | Grace                                | 5:54                         |                              |                              |                              |                              |                              |                              |                              |
| 7.                           | Stay with Me                         | 6:43                         |                              |                              |                              |                              |                              |                              |                              |
| 8.                           | Love the Way You Do So               | 6:43                         |                              |                              |                              |                              |                              |                              |                              |
| 9.                           | Angel                                | 5:32                         |                              |                              |                              |                              |                              |                              |                              |
| 10.                          | I Love You                           | 6:29                         |                              |                              |                              |                              |                              |                              |                              |
| 11.                          | A Long Goodbye                       | 5:34                         |                              |                              |                              |                              |                              |                              |                              |
| 71:19                        |                                      |                              |                              |                              |                              |                              |                              |                              |                              |

| CD 2 – Remixes + Raretés | CD 2 – Remixes + Raretés                                             | CD 2 – Remixes + Raretés | CD 2 – Remixes + Raretés | CD 2 – Remixes + Raretés | CD 2 – Remixes + Raretés | CD 2 – Remixes + Raretés | CD 2 – Remixes + Raretés | CD 2 – Remixes + Raretés | CD 2 – Remixes + Raretés |
| No                       | Titre                                                                | Durée                    |                          |                          |                          |                          |                          |                          |                          |
| ------------------------ | -------------------------------------------------------------------- | ------------------------ | ------------------------ | ------------------------ | ------------------------ | ------------------------ | ------------------------ | ------------------------ | ------------------------ |
| 1.                       | Fingers & Thumbs (Cold Summer's Day) (SoundFactory Remix Radio Edit) | 4:07                     |                          |                          |                          |                          |                          |                          |                          |
| 2.                       | Angel (Love Eternal Remix by TSF [Inédit])                           | 4:31                     |                          |                          |                          |                          |                          |                          |                          |
| 3.                       | Rock Me Gently (Stubbleman Remix [Inédit])                           | 3:49                     |                          |                          |                          |                          |                          |                          |                          |
| 4.                       | Stay With Me (Guitar Mix)                                            | 7:17                     |                          |                          |                          |                          |                          |                          |                          |
| 5.                       | Sono Luminus (1995 Live Acoustic Version)                            | 4:57                     |                          |                          |                          |                          |                          |                          |                          |
| 6.                       | True Love Wars                                                       | 4:07                     |                          |                          |                          |                          |                          |                          |                          |
| 7.                       | Hi-NRG                                                               | 5:52                     |                          |                          |                          |                          |                          |                          |                          |
| 8.                       | Chertsey Endlos                                                      | 5:42                     |                          |                          |                          |                          |                          |                          |                          |
| 9.                       | Fingers & Thumbs (Cold Summer's Day) (Daybreakers Remix [Inédit])    | 6:30                     |                          |                          |                          |                          |                          |                          |                          |
| 10.                      | Stay With Me (NY Mix)                                                | 8:34                     |                          |                          |                          |                          |                          |                          |                          |
| 11.                      | True Love Wars (Omni Mix)                                            | 5:23                     |                          |                          |                          |                          |                          |                          |                          |
| 12.                      | Rock me Gently (Demo)                                                | 1:40                     |                          |                          |                          |                          |                          |                          |                          |
| 13.                      | Sono Lunimus (Demo)                                                  | 1:31                     |                          |                          |                          |                          |                          |                          |                          |
| 14.                      | Cold Summer's Day (U.S. Wigstock Version)                            | 6:04                     |                          |                          |                          |                          |                          |                          |                          |
| 15.                      | Rock Me Gently (Glen Nicholls & Nick Squires Remix [Inédit])         | 7:40                     |                          |                          |                          |                          |                          |                          |                          |
| 77:44                    |                                                                      |                          |                          |                          |                          |                          |                          |                          |                          |